# حارة بير القشم (صنعاء)
حارة بير القشم هي إحدى حارات حي شعوب بمديرية شعوب إحد مديريات العاصمة اليمنية صنعاء، بلغ تعداد سكانها 2110 نسمة حسب تعداد اليمن لعام 2004.